# Tuber (schimmel)
Tuber of Truffel is een geslacht van schimmels behorend tot de familie Tuberaceae. Het geslacht werd voor het eerst in 1780 beschreven door Pier Antonio Micheli en Friedrich Heinrich Wiggers.

## Soorten
- Tuber aestivum (Zomertruffel)
- Tuber affine
- Tuber alatum
- Tuber albidum
- Tuber alboumbilicum
- Tuber album
- Tuber album
- Tuber algeriense
- Tuber anniae
- Tuber argenteum
- Tuber argentinum
- Tuber asa-foetida
- Tuber atrorubens
- Tuber australe
- Tuber bellisporum
- Tuber bellonae
- Tuber belonei
- Tuber bernardinii
- Tuber besseyi
- Tuber beyerlei
- Tuber bisporum
- Tuber bituminatum
- Tuber blotii
- Tuber bohemicum
- Tuber bomiense
- Tuber bonnetii
- Tuber borchianum
- Tuber borchii (Bleke truffel)
- Tuber brumale (Wintertruffel)
- Tuber californicum
- Tuber canaliculatum
- Tuber candidum
- Tuber caroli
- Tuber castaneum
- Tuber castellanoi
- Tuber castilloi
- Tuber cibarium
- Tuber cibarium
- Tuber cibarium
- Tuber cibarium
- Tuber cibarium
- Tuber cinereum
- Tuber cistophilum
- Tuber citrinum
- Tuber clarei
- Tuber croci
- Tuber culinare
- Tuber debaryanum
- Tuber decipiens
- Tuber donnagotto
- Tuber dryophilum (Netsporige truffel)
- Tuber echinatum
- Tuber eisenii
- Tuber esculentum
- Tuber excavatum (Holle truffel)
- Tuber exiguum (Erwtentruffel)
- Tuber ferrugineum
- Tuber filamentosum
- Tuber foetidum (Stinkende truffel)
- Tuber formosanum
- Tuber formosanum
- Tuber fulgens
- Tuber furfuraceum
- Tuber gallicum
- Tuber gardneri
- Tuber gennadii
- Tuber gibbosum
- Tuber giganteum
- Tuber glabrum
- Tuber griseum
- Tuber guevarae
- Tuber gulonum
- Tuber gulosorum
- Tuber guzmanii
- Tuber harknessii
- Tuber hiemalbum
- Tuber himalayense
- Tuber hiromichii
- Tuber huidongense
- Tuber huizeanum
- Tuber indicum (Chinese truffel)
- Tuber intermedium
- Tuber irradians
- Tuber lacunosum
- Tuber latisporum
- Tuber lauryi
- Tuber lespiaultii
- Tuber levissimum
- Tuber liaotongense
- Tuber lignarium
- Tuber lijiangense
- Tuber linsdalei
- Tuber liui
- Tuber liyuanum
- Tuber longisporum
- Tuber lucidum
- Tuber luteum
- Tuber lyonii
- Tuber macrocarpon
- Tuber macrosporum
- Tuber maculatum (Gevlekte truffel)
- Tuber magnatum (Witte truffel)
- Tuber malacodermum
- Tuber malenconii
- Tuber maresa
- Tuber melanosporum (Zwarte truffel)
- Tuber meliotum
- Tuber melosporum
- Tuber mesentericum
- Tuber mexiusanum
- Tuber michailowskianum
- Tuber microspermum
- Tuber microsphaerosporum
- Tuber microspiculatum
- Tuber microsporum
- Tuber microverrucosum
- Tuber minimum
- Tuber miquihuanense
- Tuber mixtum
- Tuber montagnei
- Tuber montanum
- Tuber monticola
- Tuber moravicum
- Tuber moretii
- Tuber moschatum
- Tuber mougeotii
- Tuber multimaculatum
- Tuber murinum
- Tuber mutabile
- Tuber nigrum
- Tuber nitidum
- Tuber niveum
- Tuber nuciforme
- Tuber obtextum
- Tuber occidentale
- Tuber oligospermum
- Tuber oligosporum
- Tuber olivaceum
- Tuber oregonense
- Tuber pacificum
- Tuber pallidum
- Tuber panniferum
- Tuber panzhihuanense
- Tuber phlebodermum
- Tuber piperatum
- Tuber polyspermum
- Tuber pseudoexcavatum
- Tuber pseudohimalayense
- Tuber puberulum (Donzige truffel)
- Tuber queletianum
- Tuber quercicola
- Tuber rapaeodorum (Okerbruine truffel)
- Tuber regianum
- Tuber regimontanum
- Tuber renati
- Tuber requienii
- Tuber rhenanum
- Tuber rufum (Roodbruine truffel)
- Tuber rutilum
- Tuber scleroneuron
- Tuber scruposum
- Tuber separans
- Tuber shearii
- Tuber sinense
- Tuber sinoaestivum
- Tuber sinoalbidum
- Tuber sinoexcavatum
- Tuber sinuosum
- Tuber solidum
- Tuber sphaerospermum
- Tuber sphaerosporum
- Tuber spinoreticulatum
- Tuber suecicum
- Tuber taiyuanense
- Tuber texense
- Tuber umbilicatum
- Tuber uncinatum
- Tuber unicolor
- Tuber vacini
- Tuber venturii
- Tuber verii
- Tuber virens
- Tuber walkeri
- Tuber whetstonense
- Tuber xizangense
- Tuber zeylanicum
- Tuber zhongdianense